# نخستین بازی تیم ملی فوتبال ایران
نخستین بازی تیم ملی فوتبال ایران از نظر فیفا در سال ۱۳۰۵ و در دوران رضاشاه پهلوی انجام شده است، با این وجود تیم ملی ایران پیش از این نیز وجود داشته و مسابقاتی برگزار کرده است. در مورد نخستین بازی ملی غیر فیفایی ایران اختلاف نظر وجود دارد.

## نخستین بازی رسمی فیفا
از نظر فدراسیون بین‌المللی فوتبال، نخستین بازی ملی رسمی ایران مسابقه‌ای است که در تاریخ ۲۸ مه ۱۹۵۰ برابر ۷ خرداد ۱۳۲۹ در برابر تیم ملی ترکیه است و در شهر استانبول این کشور انجام شده است. ایران در این بازی با نتیجه ۶–۱ شکست خورد.

## نخستین بازی غیرفیفا

### ۱۳۰۵: سفر به بادکوبه

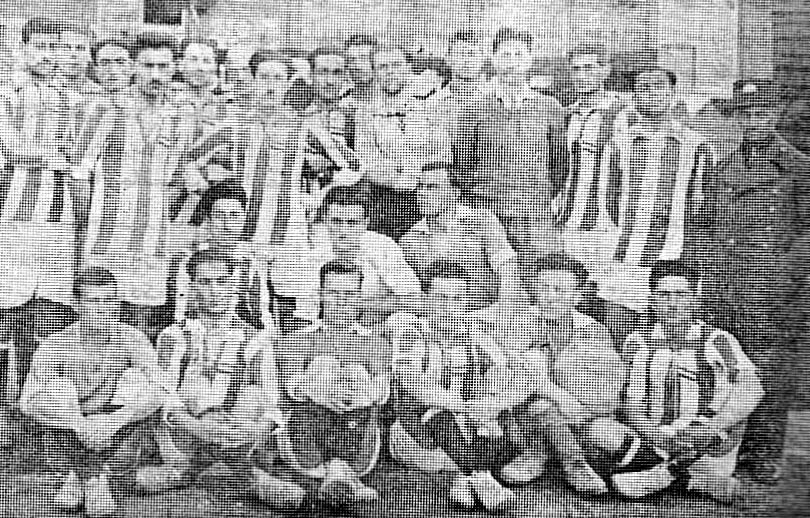
تیم ایرانی در سفر به بادکوبه

برخی تیمی که در سال ۱۳۰۵ برای چند بازی دوستانه به بادکوبهٔ جمهوری سوسیالیستی شوروی آذربایجان سفر کرد را نخستین تیم ملی ایران می‌دانند. با این وجود، این تیم «منتخب تهران» بود و عنوان «تیم ملی» نداشت.

### ۱۳۲۰: جشن استقلال افغانستان
در سال ۱۹۴۱ (شهریور ۱۳۲۰) تیم فوتبالی از ایران برای شرکت در جشن استقلال افغانستان به این کشور سفر کرد. در بسیاری از منابع، سفر یک تیم ایرانی به کابل، پایتخت افغانستان و بازی‌اش با تیم ملی فوتبال افغانستان به عنوان نخستین بازی تیم ملی فوتبال ایران شناخته شده است. گفته می‌شود این بازی که در در تاریخ ۲۵ اوت ۱۹۴۱ برابر ۳ شهریور ۱۳۲۰ انجام شده، بدون گل پایان یافته است. صحت این ادعا از چند جهت مورد تشکیک قرار گرفته است.
| ایران | ۰–۱ (و یا ۰–۰)* | افغانستان |
| ----- | --------------- | --------- |
|       |                 |           |

این بازی ۰–۰ نیز گزارش شده است. بعضی از منابع ایرانی گزارش داده‌اند که در این بازی افغانستان صاحب یک پنالتی شده که بازیکنان ایرانی به آن اعتراض کرده‌اند. ممکن است به دلایل دیپلوماسی این بازی بدون گل گزارش شده باشد.
در برخی منابع، تاریخ این بازی یک روز پیش‌تر (۲ شهریور) و نتیجه پایانی ۱–۰ به سود افغانستان است که تک‌گل بازی در دقیقه ۹۰ و با ضربه پنالتی به ثمر رسیده است. همچنین گفته می‌شود این تیم، تیم ملی ایران نبوده و «منتخب مشهد» بوده است. با این وجود تنها ۲ بازیکن از مشهد در این تیم بوده‌اند و بقیه بازیکنان از اصفهان و تهران بوده‌اند. نکته دیگری که مخالفان این نظر اشاره می‌کنند این است که پیش از این بازی، تیم ایرانی در تاریخ ۱ شهریور به دیدار تیم ملی فوتبال هندوستان رفته است که با نتیجه ۱–۰ به پیروزی رسیده است. در حالی‌که بعضی دیگر منابع گمانه‌زنی می‌کنند که تیم منتخبی از هندوستان که در مقابل ایران قرار گرفت تیم ملی فوتبال هندوستان نبوده و احتمالاً باشگاهی از پیشاور بوده که در مسابقات حضور داشته است.

#### بازیکنان
در هیچ سندی بازیکنان تیم ایران در این مسابقه درستی ثبت نشده‌اند. اما به‌طور قطع آرتوش آساطوریان، عباس قریب، اکبر حیدری، ابراهیم رحیمیان، محمد انشاء، احمد گلبو، عباس تنیده گر، احمد خطیبی و محمد بلورفروشان ۹ نفری بودند که به مربیگری حسین صدقیانی در تیم ملی اولیه بازی کردند و بازیکنان نظامی چون فتح‌الله مین باشیان و عزیز فرزانگان به دلیل درگیری‌های جنگ جهانی دوم اجازه خروج از کشور را نیافتند.

#### بازگشت به ایران
پس از پایان بازی‌های ایران در این مسابقات، ایران تحت حمله نیروهای متفقین درآمد و بازیکنان تیم ایران حاضر در جشن استقلال افغانستان، به سرعت به کشور بازگشتند.

### ۱۳۲۶: برابر ترکیه در امجدیه
مجید پناهی در فهرست بازی‌های تیم ملی ایران در بنیاد آماری سند.ورزش.فوتبال، پس از بازی سال ۱۳۲۰ مقابل افغانستان دومین بازی را مسابقه‌ای برابر ترکیه ذکر می‌کند که در تاریخ ۲۶ اکتبر ۱۹۴۷ برابر ۳ آبان ۱۳۲۶ و در ورزشگاه امجدیه با نتیجه ۳–۱ به سود ترکیه پایان یافته است.

### ۱۳۲۷: افغانستان
به نوشته نازنین ربیعه در روزنامه شرق، نخستین بازی ملی ایران در سال ۱۳۲۷ برابر تیم ملی فوتبال افغانستان اتفاق افتاده است.

### ۱۳۲۹: برابر ترکیه در ترکیه
از نظر قربان‌علی تاری، نخستین بازی ملی ایران در سال ۱۳۲۹ برابر تیم ملی فوتبال ترکیه اتفاق افتاده است.

## یادکرد منابع
1. ↑  Fédération Internationale de Football Association.
2. ↑  «آشنایی با تاریخچه فوتبال در ایران»،  همشهری‌آنلاین.
3. 1 2  «فوتبال ملی ایران ۸۵ ساله است: رونمایی از سندی که تاریخ تولد تیم ملی را تغییر می‌دهد»،  روزنامه شرق.
4. 1 2 3 4 5  «Afghanistan Independence Anniversary Festival 1941». www.rsssf.com. بایگانی‌شده از روی نسخه اصلی در ۳ نوامبر ۲۰۱۹. دریافت‌شده در ۲۰۱۹-۱۱-۰۳.
5. 1 2  Panahi, Rec.Sport.Soccer Statistics Foundation.
6. ↑  «همه بازی‌های مهم دوستانه تیم ملی: اول با هند بازی کردیم، نه افغانستان»،  همشهری تماشاگر.
7. ↑  «Afghanistan Independence Anniversary Festival 1941». web.archive.org. ۲۰۱۹-۱۱-۰۳. بایگانی‌شده از اصلی در ۳ نوامبر ۲۰۱۹. دریافت‌شده در ۲۰۱۹-۱۱-۰۳.
8. ↑  «Magiran | روزنامه اعتماد (1386/11/04): فوتبال ملی در قالب مشهد- کابل». web.archive.org. ۲۰۱۹-۱۱-۰۳. بایگانی‌شده از اصلی در ۳ نوامبر ۲۰۱۹. دریافت‌شده در ۲۰۱۹-۱۱-۰۳.
9. ↑  ربیعه، «تیم ملی ب نداریم: اسمش تیم ملی، هویتش بازی اصلی»، روزنامه شرق.
10. ↑  «با خاطرات اولین دروازه‌بان تیم ملی فوتبال+ فیلم». ایسنا. ۲۰۱۴-۰۲-۰۱. بایگانی‌شده از روی نسخه اصلی در ۳ نوامبر ۲۰۱۹. دریافت‌شده در ۲۰۱۹-۱۱-۰۳.